# Никольский, Михаил Иванович (генерал)
Михаил Иванович Никольский (1907—1974) — начальник тюремного отдела НКВД СССР, генерал-майор (1945).

## Биография
Родился в русской семье железнодорожного рабочего. В 1924 окончил 8 групп железнодорожной школы 2-й ступени во Ржеве. С сентября 1924 работал на станции Ржев Октябрьской железной дороги как ученик кладовщика хозяйственно-материальной службы, с мая 1926 конторщик, затем распорядитель движения в конторе начальника станции.
В РККА с ноября 1929, служил в 8-м Краснознамённом железнодорожном полку дислоцированного в Рязани, курсант, с сентября 1930 старшина полковой школы. Кандидат в члены ВКП(б) с июня 1930, член ВКП(б) с января 1937. Демобилизован в октябре 1931. После демобилизации работал ответственным секретарём транспортного совета Осоавиахима на станции Ржев.
В органах внутренних дел и госбезопасности с ноября 1933, работал в отделении станции Ржев-Балтийский ДТО ОГПУ-НКВД Октябрьской железной дороги, с октября 1937 в центральном аппарате Транспортного отдела ГУГБ — 3-го (транспортного) Управления НКВД СССР, с 1938 оперуполномоченный 1-го отдела Главного транспортного управления НКВД СССР. Начальник ДТО НКВД железной дороги им. В. М. Молотова с 7 января до 7 августа 1939. Заместитель начальника 1-го отдела Главного транспортного управления НКВД СССР с 13 августа 1939 до 5 ноября 1940. Начальник следственной части — заместитель начальника Главного транспортного управления НКВД СССР с 5 ноября 1940 до 26 февраля 1941. Начальник Тюремного управления НКВД-МВД СССР с 26 февраля 1941 до 25 октября 1946. Офицер для особых поручений Группы контроля МВД СССР с 20 декабря 1946 до мая 1948. Заместитель начальника ОКР МВД СССР с мая 1948 до 6 октября 1950. Заместитель генерального директора СГАО «Висмут» по режиму с 9 сентября 1950 до 20 марта 1953. Начальник 7-го Управления МВД СССР с 20 марта 1953 до 17 марта 1954. Заместитель начальника Управления КГБ по Тюменской области с 20 июля 1954 до 13 мая 1957.
Никольский известен тем, что в июне 1941 г. отдал приказ о расстреле тысячи политзаключенных в Червене (см. Червенские расстрелы). В рамках десталинизации 13 мая 1957 был уволен из органов КГБ «по болезни». В 1966 был исключён из КПСС.
- младший лейтенант ГБ (2 декабря 1937);
- старший лейтенант ГБ (13 мая 1939);
- капитан ГБ (14 марта 1940);
- майор ГБ (6 августа 1941);
- комиссар ГБ (14 февраля 1943);
- генерал-майор (9 июля 1945).

Ордена Красного Знамени (20 сентября 1943), Трудового Красного Знамени (8 декабря 1951), Красной Звезды (30 января 1951), нагрудный знак «Заслуженный работник НКВД» (4 февраля 1942), 5 медалей.